# Od dawna już wiem
Od dawna już wiem – piosenka i drugi singel Korteza z debiutanckiego albumu Bumerang. Singel cyfrowy został wydany przez Jazzboy Publishing 17 sierpnia 2015. Tekst piosenki mówi o zgodzie na rozstanie z partnerką, która najpewniej przestała kochać swojego mężczyznę.
W serwisie YouTube 14 sierpnia 2015 opublikowano teledysk do utworu w reżyserii Filipa Kovcina (realizacja przy Jazzboy Autosave Dept.); montaż - Sabina Filipowicz. Wideoklip przedstawia parę starszych, tańczących ludzi.
Nagranie uzyskało certyfikat trzykrotnie platynowej płyty.

## Muzycy
- Kortez – śpiew, gitara, fortepian, rhodes, programowanie
- Lesław Matecki – bas, gitara, philicorda
- Olek Świerkot – gitara, programowanie
- Marcin Ułanowski – perkusja

## Notowania
- Lista Przebojów Radia Merkury: 1[4]
- Lista Przebojów Trójki: 1[5]
- Lista Przebojów Radia PiK: 7[6]
- SLiP: 12[7]

## Nagrody i wyróżnienia
- "Najlepsze polskie piosenki 2015" według portalu T-Mobile Music: miejsce 9[8]